# 4-氨基-3-(4-氟苯基)丁酸
4-氨基-3-(4-氟苯基)丁酸或β-氨基甲基-4-氟苯丙酸（研发代号CGP-11130）是一种有机化合物，化学式为C10H12FNO2。它是GABAB受体激动剂，但从未上市。它可由4-硝基-3-(4-氟苯基)丁醛经氧化至羧酸，再由硼氢化钠还原硝基，调节pH至3~4得到。
立陶宛 和匈牙利的法律将其禁售。